# フリッケンハウゼン (ヴュルテンベルク)
フリッケンハウゼン (ドイツ語: Frickenhausen) は、ドイツ連邦共和国バーデン＝ヴュルテンベルク州シュトゥットガルト行政管区のエスリンゲン郡に属す町村（以下、本項では便宜上「町」と記述する）である。フリッケンハウゼンの町域は、シュヴェービシェ・アルプ中央部の麓に位置しており、南はアルプトラウフ、北はネッカー川上流部の谷を境界としている。

## 地理

### 位置
フリッケンハウゼンはシュトゥットガルト地方（1992年まではミッテレラー・ネッカー地方）およびシュトゥットガルト大都市圏に属す。町域は主にネッカー川支流のシュタイナハ川および何本かのその支流沿いに位置している。これに対してティシャルト地区はアウトムート川をその西の境界としている。町名の由来となったフリッケンハウゼン地区はニュルティンゲンから南南東に直線距離で約 4 km の距離にあり、郡庁所在地エスリンゲン・アム・ネッカーは同じ方角に約 17 km 離れている。シュタイナハ川を約 2 km 遡った場所にリンゼンホーフェン地区がある。

### 自治体の構成
自治体フリッケンハウゼンにはフリッケンハウゼン地区、リンゼンホーフェン地区、ティシャルト地区が含まれる。これらはそれぞれが、バーデン＝ヴュルテンベルク州自治体法で定義されるヴォーンベツィルク（直訳: 居住管区）にあたる。また、リンゼンホーフェンとティシャルトは同法のオルトシャフトにあたり、それぞれ地区議会と地区代表を有している。

### 隣接する市町村
この町は、北はニュルティンゲン、東はボイレン、南はノイフェンおよびコールベルク（以上、いずれもエスリンゲン郡）、西はグラーフェンベルク（ロイトリンゲン郡）と境を接している。

### 土地利用
2020年現在のこの町の用途別土地面積および占有率は以下の通りである。
| 用途         | 面積 (ha) | 占有率 (%) |
| ------------ | --------- | ---------- |
| 住宅用地     | 122       | 10.7       |
| 商工業用地   | 56        | 4.9        |
| レジャー用地 | 26        | 2.3        |
| 交通用地     | 88        | 7.8        |
| 農業用地     | 509       | 44.8       |
| 森林         | 282       | 24.9       |
| 水域         | 6         | 0.5        |
| その他       | 46        | 4.1        |
| 合計         | 1135      | 100.0      |

## 歴史

### 中世から近世
6世紀末から9世紀末まで、フリッケンハウゼンおよびリンゼンホーフェンの東に鉄生産の中心地があった。発掘された精錬場がこれを示している。地名のフリッケンハウゼンはおそらくアレマン人の人名 Fricko に由来する。エスリンゲンの聖カタリーナ・シュピタールの土地台帳に1310年に初めて Frickenhusen と記録されている。この町は1303年にはすでにノイフェン領とともにヴュルテンベルクのものとなった。ノイフェン領からアルトヴュルテンベルクのアムト・ノイフェンとなっていた。

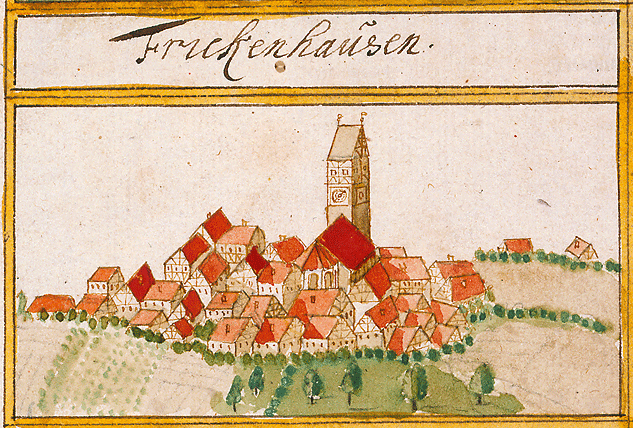
1683年頃にアンドレアス・キーザーが描いたフリッケンハウゼンの絵図

1358年からこの集落にカトリックのマリエン礼拝堂があったことが証明されている。1467年には教区教会に昇格したが、その後新しい建物に建て替えられた。教会は1500年頃に後期ゴシック様式の村の教会として建設された。建築責任者はおそらく、ニュルティンゲンの聖十字架教会の建築家でもあったハンス・ブースであった。フリッケンハウゼンの現在の村の教会は1534年に福音主義に改宗された。
フリッケンハウゼンの最も重要な収入源はワイン造りであった。しかし、疫病、戦争、凶作により大変な危機に陥った。このため多くのフリッケンハウゼン住民が18世紀半ばから亜麻布織り、紡績、亜麻栽培を行うようになった。

### 王国時代から現代まで
フリッケンハウゼンは、1806年にヴュルテンベルク王国の新しい行政組織が適用されたことでオーバーアムト・ニュルティンゲンに編入された。
フリッケンハウゼンは1900年からヴュルテンベルク鉄道会社が運営するテーレス鉄道によって鉄道の結節点であるニュルティンゲン駅と結ばれ、これにより王立ヴュルテンベルク邦有鉄道の鉄道網に接続した。
ナチ時代のヴュルテンベルクの行政改革により、1938年にニュルティンゲン郡に所属することとなった。
フリッケンハウゼンは第二次世界大戦後アメリカ管理地区の一部となり、1945年に新設されたヴュルテンベルク＝バーデン州に属した。1952年に現在のバーデン＝ヴュルテンベルク州が形成された。
1973年にバーデン＝ヴュルテンベルク州の郡再編が行われ、これによりフリッケンハウゼンはエスリンゲン郡に編入された。
1978年にフリッケンハウゼンの北部に大きな産業地区が開発され、機械製造業や電子技術分野の企業が多く定着した。

### 地区

#### ティシャルト
ティシャルトは1972年4月15日にフリッケンハウゼンに合併した。ティシャルトは、森の開墾地として成立し、地名の中に含まれた Hardt = Holz（木材）の語もこれを示している。この集落の名前はフリッケンハウゼンとともに1310年のエスリンゲン・アム・ネッカーの聖カタリーナ・ホスピタルの土地台帳に初めて記録されている。1923年に、青地に3本の銀色の木を背景にした銀のテーブル (ドイツ語: Tisch) を描いた紋章を採用した。

#### リンゼンホーフェン
リンゼンホーフェンは1975年1月1日にフリッケンハウゼンに合併した。リンゼンホーフェンは1137年にツヴィーファルテン修道院の年代記に初めて記録されている。この文書には Lisinhofen の2フーベンの土地がツヴィーファルテン修道院に寄進されたことが記されている。この集落の紋章は1778年まで遡ることができる。紋章には2人の人物が描かれ、その間にブドウの房を担いでいる。リーゼンホーフェンではこれを「ヨシュアとカレブがブドウの房を持ち去る」と説明している（モーゼ/民数記 13章23節）。この紋章は、合併の直前、1973年12月11日になってやっとバーデン＝ヴュルテンベルク州内務省から公式な認可を受けた。

## 住民

### 宗教
ヴュルテンベルクで1534年に行われた宗教改革以後、フリッケンハウゼンでは福音主義が主流である。現在は3つの地区それぞれに福音主義教会があり、いずれも福音主義州教会のニュルティンゲン教会管区に属している。第二次世界大戦後、中心地区のフリッケンハウゼン地区にローマ＝カトリック教会が創設された。1965年にフルーエの聖ニコラス教会が建設され、1967年に独自の教会区を有するようになった。このローマ＝カトリック教会は、ロッテンブルク＝シュトゥットガルト司教区のエスリンゲン＝ニュルティンゲン首席司祭区に属す。新使徒教会も存在する。

### 人口推移
フリッケンハウゼンの1602年以降の人口推移を以下に示す。
| 時期   | 人口（人） |
| ------ | ---------- |
| 1602年 | 892        |
| 1643年 | 340        |
| 1684年 | 805        |
| 1834年 | 2,516      |
| 1861年 | 2,384      |
| 1900年 | 2,534      |
| 1939年 | 3,171      |
| 1946年 | 4,283      |
| 1950年 | 4,471      |
| 1961年 | 5,525      |
| 1970年 | 7,279      |

| 時期   | 人口（人） |
| ------ | ---------- |
| 1987年 | 8,544      |
| 1990年 | 8,942      |
| 1995年 | 8,957      |
| 2000年 | 8,827      |
| 2005年 | 8,847      |
| 2010年 | 8,760      |
| 2015年 | 8,844      |
| 2020年 | 9,206      |

出典: 1602年-1684年 フリッケンハウゼン年代記、1834年-1987年 人口調査結果、1990年以後 バーデン＝ヴュルテンベルク州統計局推計値

## 行政

### 議会
フリッケンハウゼンでは unechten Teilortswahl という方式で町議会議員の選挙が行われる。この方式では、調整議席により総議席数が変動する。2019年の選挙結果に基づく議席数は19議席である。町議会はこれらの選出された議員と議長を務める町長で構成される。町長は町議会において投票権を有している。

### 首長
第二次世界大戦後のフリッケンハウゼンの町長を列記する。
- 1945年 - 1948年: エミール・グナイティング（委嘱）
- 1948年 - 1986年: エーリヒ・シェラー
- 1986年 - 2002年: ディーター・シュッツ
- 2002年 - 2010年: ベルント・クーン
- 2010年 - : ジーモン・ブレッシング

2018年2月4日の町長選挙でジーモン・ブレッシングは、93.4 % の支持票を得て2期目の当選を果たした。

### 紋章
フリッケンハウゼンの紋章は、1953年のニュルティンゲン郡の郷土誌に以下の様に記されている。「紋章は銀地で、下向きの鈎とともに右（向かって左）を向いた黒いディーテリヒが描かれている。1799年から市の紋章にも同様の図柄（ただし鈎が上向き）が描かれており、これはおそらく中世の地元領主シュペート家の紋章に由来すると考えられる。」鈎については、オオカミの罠（ヴォルフスアンゲル）とする説や、修道院長の杖、あるいは中世初期の坑夫のツルハシとする節もある。現在の紋章は1955年7月25日にバーデン＝ヴュルテンベルク州内務省に公式に認可された。また、黒/白（銀色）の配色の旗を使用する権限も得た。

## 経済と社会資本

### 経済
フリッケンハウゼンは、ワインの産地である。この町は、レムスタール＝シュトゥットガルト地方のホーエンノイフェン広域地区に属す。
さらにフリッケンハウゼンには大企業が支出している。たとえば、グライナー・バイオ＝ワン（医薬品）、GEA ボック（冷却装置）、ヴォールハウプター（工具製造）、P.E.シャル（メッセ事業者）などである。

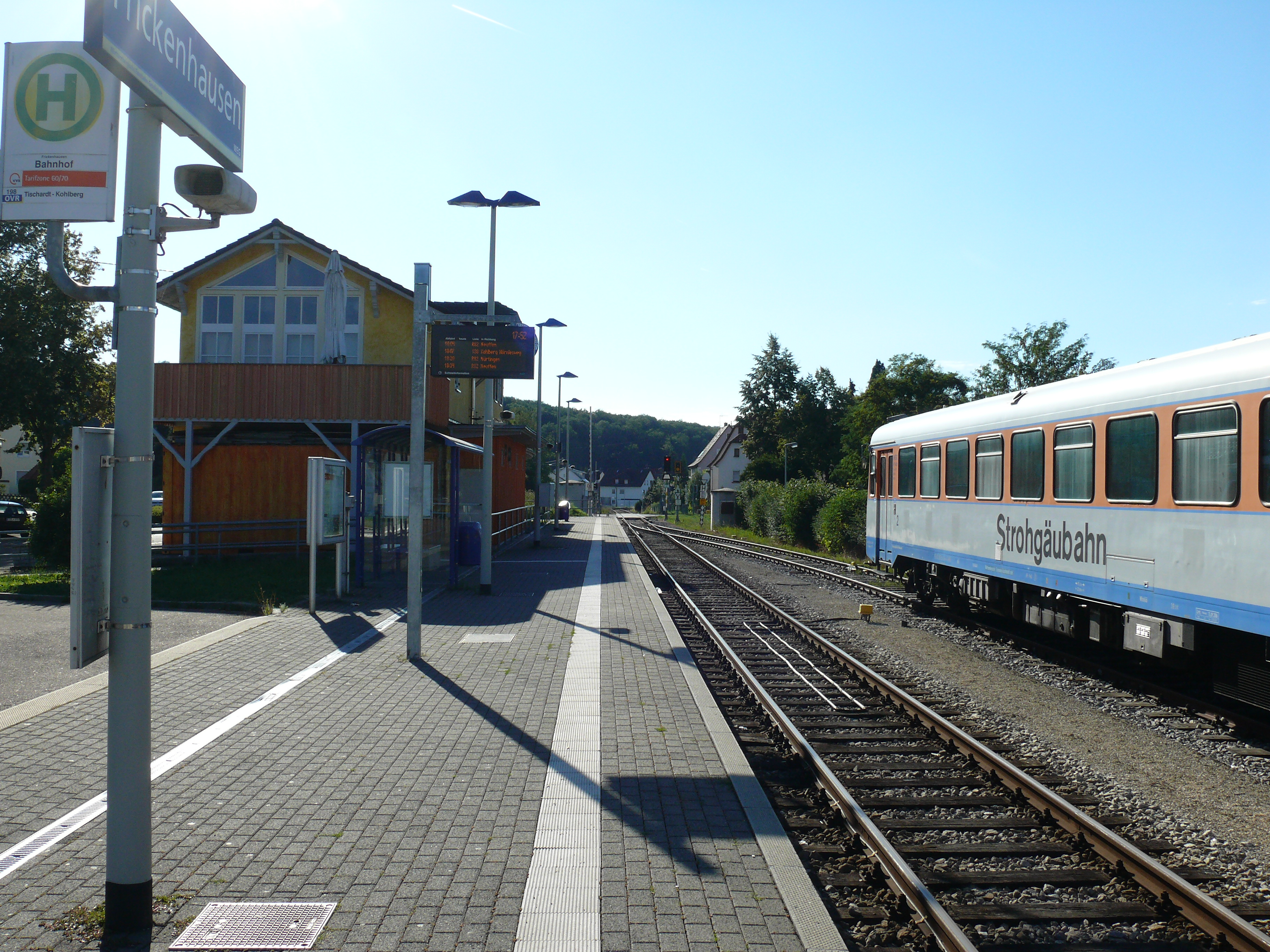
フリッケンハウゼン駅

### 交通
ニュルティンゲンからノイフェンへ向かう州道1250号線 (L1250) がフリッケンハウゼンを通っている。この町には道路交通量の負荷が多くかかっている。町の中心部でティシャルトへ向かう郡道1239号線 (K1239) が L1250 から分岐している。また、フリッケンハウゼンは、鉄道ニュルティンゲン - ノイフェン線（テーレス鉄道）によってニュルティンゲンと結ばれており、これにより全国的な鉄道網に接続している。さらにコールベルクへのバスの便もある。

### 教育施設
フリッケンハウゼン・ゲマインシャフツシューレの他に、3つの地区それぞれに基礎課程学校が存在する。この他に幼稚園が4園（フリッケンハウゼン地区に2園、リンゼンホーフェンとティシャルトにそれぞれ1園）ある。

### スポーツ
TTC フリッケンハウゼンは、かつて卓球ブンデスリーガ男子で活動し、2007年と2006年にドイツ・チャンピオンとなり、2006年には ETTUカップでも優勝した。2015/16年シーズンからこのクラブはブンデスリーガ2部に参加した。2017/18年のシーズン後財政上の理由により2部リーグから脱退し、プロスポーツから脱落した。
1. FC フリッケンハウゼン (FCF) は、サッカーのベツィルクスリーガ・シュトゥットガルトでプレイしている。このクラブには3つのチームと1つのユースチームがある。FCF のホームゲームはシュタディオーン・ティシャルト＝エガルトで開催されている。
NK マルソニア・フリッケンハウゼンは、旧ユーゴスラビア（主に現在のクロアチア）からの移民により結成されたサッカークラブである。後に同世代のベスト・ミッドフィルダーの1人に成長したロベルト・プロシネチキは創設者の1人である。このクラブは専ら下位リーグ（ヴュルテンベルク・クライスリーガ）で活動している。
1984年に創設されたシュヴァービシェ・アルプ協会のフリッケンハウゼン地方支部は1994年にアイヒェンドルフ＝メダルを授与された。
ADACのMSC フリッケンハウゼン e.V. はトライアルおよびエンデューロの優れたモータースポーツクラブである。

### レジャー・スポーツ施設
- 果樹学習路
- エーリヒ＝シェラー＝ツェントルムの祝祭・体育館
- シュタディオーン・ティシャルト＝エガルト

### 上水道
住民に十分な量の清潔な水を供給することは、かつて大きな問題点であった。1960年に独自の水源からの取水を廃止し、フリッケンハウゼンは専らブラウ＝ラウター＝グルッペによる町外からの水供給のみとなった。1975年にフリッケンハウゼンとティシャルトがブラウ＝ラウター＝グルッペを通じてボーデン湖の水供給に接続して以降、水供給問題はしっかりと解消された。目的連合ブラウ＝ラウター＝グルッペは1994年に目的連合ランデスヴァッサーフェアゾルグングと合併した。現在、リンゼンホーフェンの高架水槽建設により両地区の水供給はさらに安定化した。

### 廃棄物処理
廃棄物処理はエスリンゲン郡の廃棄物処理会社が担当している。有機ゴミ、家庭ゴミ、紙類を分別収集している。グリューネ・プンクトが表示された包装材は、いわゆるゲルバー・ザック（直訳: 黄色い袋）で収集される。粗大ゴミは年2回引換券を提示することで無料回収され、あるいは処分場へ持ち込みも可能である。処分場では電化製品や金属製品、再利用可能な素材も引き取ってもらえる。電灯や塗料などの有害ゴミは特別回収がある。

## 文化と見所

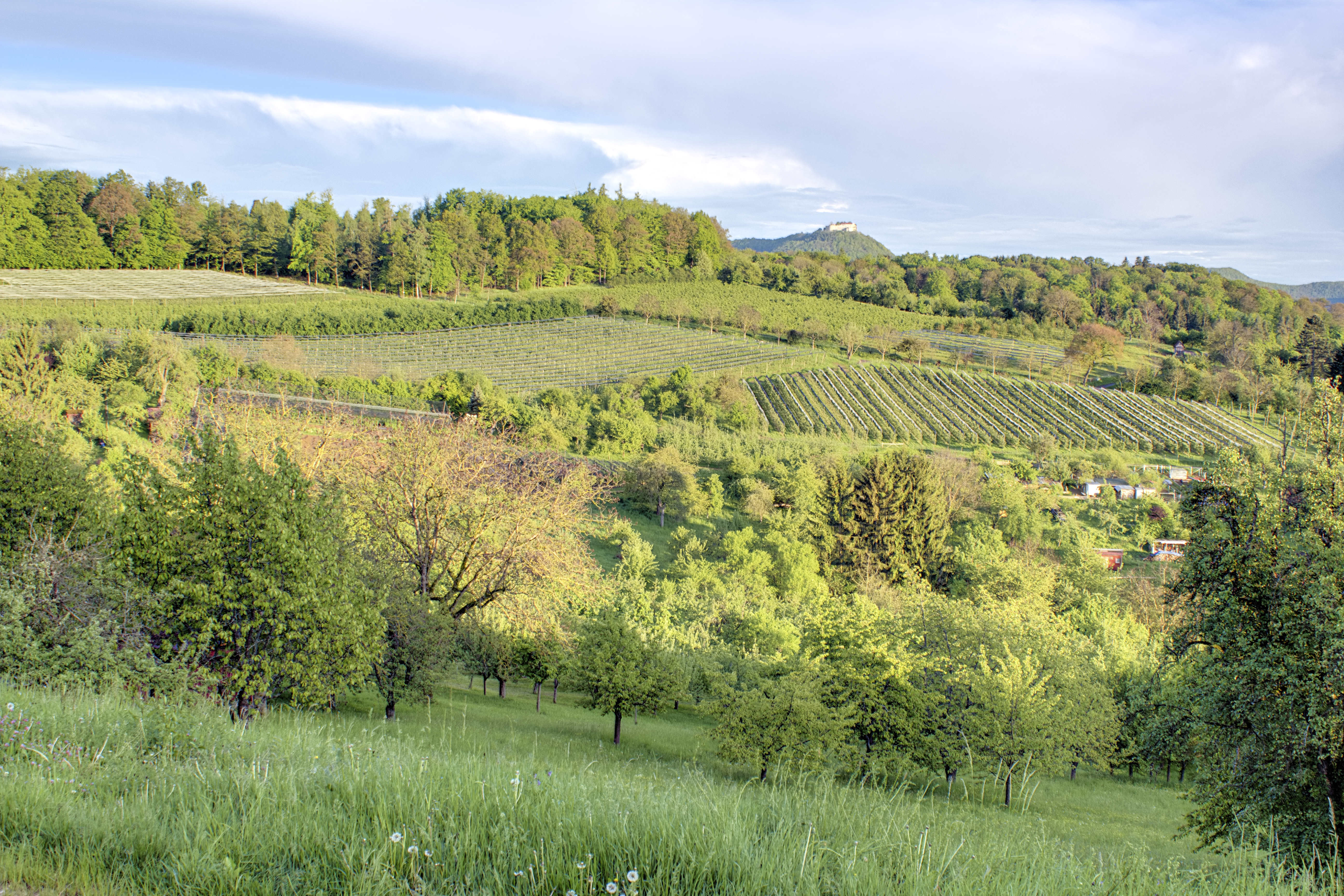
フリッケンハウゼンの果樹園とブドウ畑

- フリッケンハウゼンとリンゼンホーフェンは、ヴュルテンベルク・ワイン街道沿いに位置している。これはヴュルテンベルクのすべてのワイン生産地区を巡る観光街道で、沿道には多くの見所が点在している[12]。
- エドゥアルト＝メーリケ＝ヴェーク[13]

### 建築
- 福音主義教会「ツー・ウンゼラー・リーベン・フラウ」（直訳: 我らが聖母教会）
- ヤコブの巡礼路沿いにあるヤコブの泉

### その他
1990年代前半、町の北の入口近くにあった広いディスコ「スカイラブ」はテクノパーティーの開催場所として、広範囲に知られていた。

## 人物

### ゆかりの人物
- マルヴィン・プラッテンハルト（1992年 - ）サッカー選手。フリッケンハウゼンで育った。

## 関連図書
- Brigitte Scherer; Richard Scherer; Irene Scherer; Volker Scherer (1994). : Für das Wohl unserer Gemeinde. Erinnerungen an Erich Scherer. Bürgermeister von Frickenhausen 1948–1986. Talheimer Verlag. ISBN 978-3-89376-043-5
- Hans Schwenkel (1953). Heimatbuch des Kreises Nürtingen. Band 2. Würzburg. pp. 223–243
- Sönke Lorenz, Andreas Schmauder, ed (2000). Frickenhausen, Tischardt, Linsenhofen – Aus neun Jahrhunderten Ortsgeschichte. Gemeinde Frickenhausen. ISBN 978-3-00-006828-7
- Peter Löffelad (2010). Die Flurnamen der Gemeinde Frickenhausen. PL-Verlag. ISBN 978-3-9813258-7-4
- Landesarchiv Baden-Württemberg i. V., Landkreis Esslingen, ed (2009). Der Landkreis Esslingen., Band 1. Ostfildern: Jan Thorbecke Verlag. pp. 546–561. ISBN 978-3-7995-0842-1
- August Friedrich Pauly, ed (1848). “Frickenhausen”. Beschreibung des Oberamts Nürtingen. Die Württembergischen Oberamtsbeschreibungen 1824–1886. Band 25. Stuttgart / Tübingen: Cotta’sche Verlagsbuchhandlung. pp. 152–155